# Joseph Lalande
Joseph Jérôme Lefrançois de Lalande (Bourg-en-Bresse, Francia, 11 de julio de 1732 - 4 de abril de 1807), usualmente conocido como Jérôme Lalande, y a veces "Le Français de la Lande", fue un astrónomo francés.

## Biografía
Lalande nació en la ciudad francesa de Bourg-en-Bresse (en la actualidad département de Ain). Sus padres le enviaron muy joven a París para estudiar derecho, pero en su estancia en el Hôtel Cluny coincidió con Joseph-Nicolas Delisle, fue aprendiendo astronomía y pronto destacó como un alumno modelo, siendo, junto con Pierre Charles Le Monnier, los pupilos predilectos de Delisle. Lalande completó, no obstante, sus estudios de jurisprudencia en París y ejerció en su ciudad natal como abogado.
Cuando su amigo Lemonnier obtuvo el permiso para hacer observaciones lunares, invitó a Lalande y ambos se unieron a la expedición dirigida por Lacaille en el Cabo de Buena Esperanza. Este trabajo le proporcionó el acceso como miembro a la Academia de Ciencias de Berlín.
Poco a poco se fue haciendo un popular astrónomo y su casa se convirtió en un improvisado seminario. Entre sus alumnos estaban Delambre, Giuseppe Piazzi, Pierre Méchain y su propio nieto Michel Lalande. Gracias a las publicaciones que hizo en relación con el tránsito de Venus de 1769 consiguió una buena porción de fama; no obstante, su terrible personalidad fue limando algo su popularidad. En 1795 fue uno de los diez miembros originales del comité fundador del Bureau des Longitudes.

## Obras notables

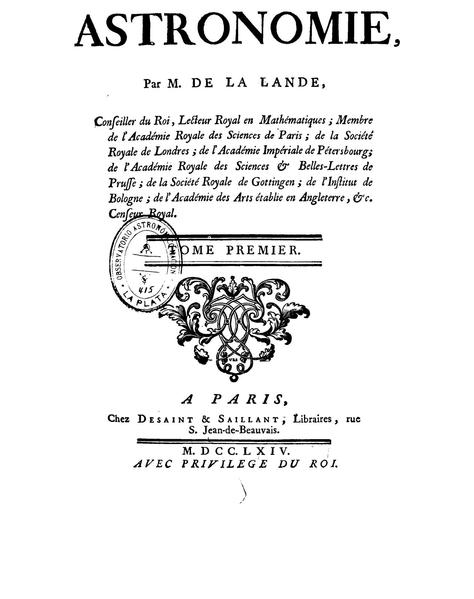
Portada interior de Astronomie, de 1764

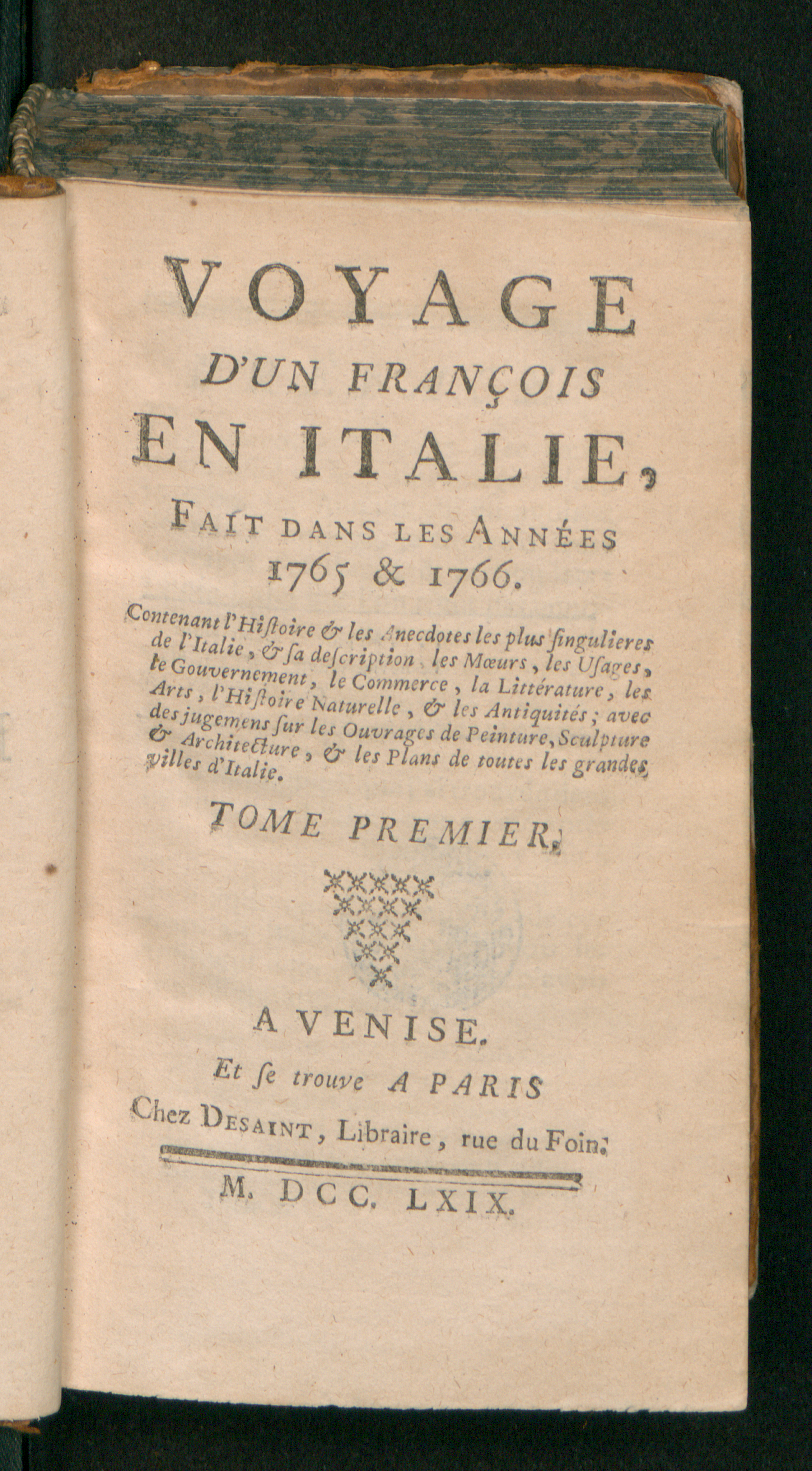
Voyage d'un françois en Italie, fait dans les années 1765 et 1766. Tome premier, 1769

- Traité d'astronomie (2 vols., 1764 edición ampliada, 4 vols. 1771–1781; 3ª ed. 3 vols. 1792)
- Histoire Céleste Française (1801), proporciona las posiciones de 50.000 estrellas
- Bibliographie astronomique (1803), es una historia de la astronomía desde 1780 hasta 1802
- Astronomie des dames (1785)
- Abrégé de navigation (1793)
- Voyage d'un François en Italie, 6 vols. Desaint, París (1769), se trata de un valioso registro de sus viajes en 1765-1766
- Suplemento del Dictionnaire des Athées anciens et modernes (1805) de Sylvain Maréchal

Lalande tuvo una actividad inmensa y presentó más de 150 artículos a la  Academia de Ciencias Francesa, editó el Connoissance de temps (1759-1774), lo reeditó (1794-1807) y escribió y concluyó con dos volúmenes la segunda edición de la Histoire des mathématiques (1802) que años antes comenzara Montucla.

## Reconocimientos
- El cráter lunar Lalande lleva este nombre en su honor.
- El asteroide (9136) Lalande también conmemora su nombre.
- Es uno de los 72 científicos cuyo nombre figura inscrito en la Torre Eiffel.
- Miembro de diversas academias científicas: Academia de las Ciencias Francesa, Royal Society, Real Academia de las Ciencias de Suecia y Academia Prusiana de las Ciencias